# 坪川蔵之助
坪川 蔵之助（つぼかわ くらのすけ、1916年10月10日 - 1995年12月7日）は、豊田郡川尻町長（1967年1月15日 - 1995年）を7期務め、第14代広島県町村会長（1986年7月～1987年6月）、全国町村会長を歴任した人物。

## 人物
1985年4月1日、川尻町筆づくり資料館が開館に際し、「先祖の苦労をかみしめて、川尻筆が発展する契機にしよう」と挨拶した。
1989年9月11日、天皇・皇后を迎え、川尻筆づくり作業を案内した。1993年、川尻町総合文化センター（ベイノロホール）落成、そのホールにて1995年、町葬が執り行われた。
1995年4月29日　勲四等旭日小綬章。